# Сиссоко, Халиду
Халиду Сиссоко (фр. Kalidou Sissokho, азерб. Xalidu Sissoko; 28 августа 1978, Дакар) — сенегальский и азербайджанский футболист, вратарь. В 2004 году принял гражданство Азербайджана. Выступал за национальную сборную Сенегала.

## Биография
Халиду Сиссоко родился 28 августа 1978 года в столице Сенегала Дакаре. Футболом начал заниматься в университетской команде. Первым тренером был местный специалист Ассане Бах.
Футбольную карьеру начал в 1994 году с выступлений в сенегальской команде «Жанна д’Арк». В 2004 году перешёл в клуб «Баку». Дебют в составе клуба состоялся 26 сентября 2004 года против команды «Шефа» (3:0).
Дебютировал в составе национальной сборной Сенегала в 2002 году. Провёл в составе главной сборной страны 19 матчей. Выступал также за молодёжную сборную страны.
По итогам опроса, проведённого интернет-порталом www.apasport.az совместно с Профессиональной футбольной лигой, Халиду Сиссоко был выбран лучшим вратарём Азербайджана по итогам сезона 2008/09.
Был выбран лучшим игроком XVI тура XVII чемпионата Азербайджана в Премьер-лиге, по итогам опроса, проведённого сайтом Livesport.az среди представителей средств массовой информации.
В сезоне 2006/07 годов 10 игр подряд, в течение 985 минут, продержал свои ворота неприкосновенными, что является вторым лучшим результатом среди вратарей в новейшей истории Азербайджана. Является также обладателем третьего рекорда в 971 минуту.
За время выступления в составе ФК «Баку» четырежды получал красную карточку.

## Достижения
- 2005 — обладатель Кубка Азербайджана.
- 2006, 2009 — чемпион Азербайджана.
- 2007 — бронзовый медалист Премьер-лиги Азербайджана.

## Примечания

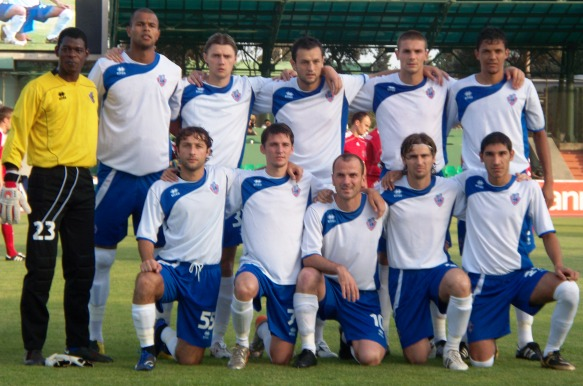
Халиду Сиссоко (№ 23) в составе ФК «Баку»

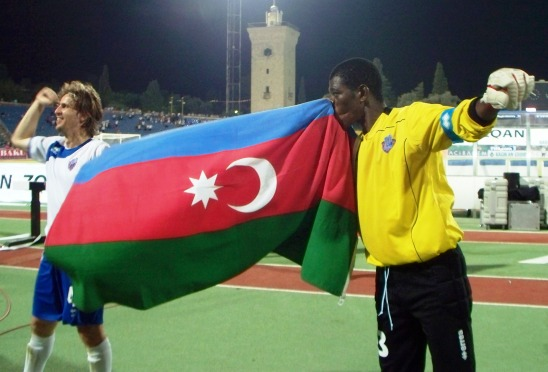
Сиссоко после победного матча «Баку» с «Экранасом» во 2 этапе Лиги чемпионов УЕФА 21 июля 2009 года

## Статистика выступлений
| Клуб  | Сезон        | Чемпионат | Чемпионат | Кубки | Кубки | Еврокубки | Еврокубки | Всего | Всего |
| Клуб  | Сезон        | Матчи     | Голы      | Матчи | Голы  | Матчи     | Голы      | Матчи | Голы  |
| ----- | ------------ | --------- | --------- | ----- | ----- | --------- | --------- | ----- | ----- |
| Баку  | 2004-05      | 6         | -2        | 2     | -1    | -         | -         | 8     | -3    |
| Баку  | 2005-06      | 18        | -7        | 3     | -3    | 2         | -2        | 23    | -12   |
| Баку  | 2006-07      | 21        | -7        | 3     | -2    | 4         | -4        | 28    | -13   |
| Баку  | 2007-08      | 17        | -16       | 2     | -1    | 2         | -2        | 21    | -19   |
| Баку  | 2008-09      | 18        | -9        | 1     | -2    | -         | -         | 19    | -11   |
| Баку  | 2009-10      | 3         | -6        | 2     | 0     | 5         | -14       | 10    | -20   |
| Баку  | За всё время | 83        | −47       | 13    | −9    | 13        | −22       | 109   | −78   |
| Всего |              | 83        | −47       | 13    | −9    | 13        | −22       | 109   | −78   |